# Sultanat von Malakka

Territorium des Sultanats Malakka am Ende des 15. Jahrhunderts

Das Sultanat von Malakka (malaiisch Kesultanan Melayu Melaka) war ein Sultanat auf der südlichen Malaiischen Halbinsel und dem gegenüberliegenden Teil Sumatras. Es war eine wichtige regionale Seemacht und ein Zentrum des Islam, dessen Aktivitäten sich über den Malaiischen Archipel erstreckten. Der Sultanshof befand sich in der Stadt Malakka.

## Geschichte
| Sultane von Malakka         |           |
| Sultan                      | Amtszeit  |
| Iskandar Shah (Parameswara) | 1400–1414 |
| Megat Iskandar Shah         | 1414–1424 |
| Muhammad Shah               | 1424–1444 |
| Abu Syahid                  | 1444–1446 |
| Muzaffar Shah               | 1445–1459 |
| Mansur Shah                 | 1459–1477 |
| Alauddin Riayat Shah        | 1477–1488 |
| Mahmud Shah                 | 1488–1511 |
| Ahmad Shah                  | 1511–1513 |
| Mahmud Shah (erneut)        | 1513–1528 |

Der mythische Held Hang Tuah, der malaysische Nationalheld, soll im 15. Jahrhundert im Sultanat von Malakka gelebt haben.
Zunächst war Malakka ein Hindu-Königreich, bevor es um 1402 von Parameswara (1344–1414), Sultan des Reiches Singapura (malaiisch Kerajaan Singapura), bzw. nach portugiesischen Quellen wie der Suma Oriental ein Prinz aus Srivijaya, islamisiert wurde. Von Malakka aus verbreitete sich der Islam weiter auf dem Malaiischen Archipel. 1511 eroberten die Portugiesen mit der Stadt Malakka den Regierungssitz, worauf das Sultanat zerfiel. Während Malakka 130 Jahre lang ein koloniales Zentrum der Portugiesen in Ostasien blieb, entstanden auf der Malaiischen Halbinsel verschiedene kleinere Sultanate, wie Johor und Perak. 1641 eroberten die Niederländer das portugiesische Malakka. Es war der Beginn des Niedergangs des portugiesischen Kolonialreichs in Südostasien und der Aufstieg der Kolonie Niederländisch-Indien. Zurück blieb in Malakka eine portugiesische Kreolsprache, die noch heute gesprochen wird. 1824 fiel Malakka an die Engländer.